# Ivan de Verschrikkelijke, deel 1
Ivan de Verschrikkelijke (Russisch: Иван Грозный, Ivan Grozny) is een film uit 1944 van de Russische regisseur Sergej Eisenstein. De film is het eerste luik van een onafgewerkte trilogie over het leven van tsaar Ivan de Verschrikkelijke.

## Verhaal
In de rede tijdens zijn kroningsceremonie deelt de nieuwe tsaar Ivan IV mee dat hij Rusland wil verenigen en beschermen tegen vreemde machten. Niet lang daarna huwt hij Anastasia Romanovna. De feestelijkheden worden verstoord door een opstand. De tsaar brengt de menigte tot bedaren. Nadat de heerser van het kanaat Kazan hem provoceert, verklaart Ivan hem de oorlog. Kazan wordt veroverd door de troepen van de tsaar. De tsarina wordt ziek en sterft. Ivan denkt hardop na of de dood van zijn vrouw geen straf van God is voor zijn misdaad. Hij abdiceert en verlaat Moskou. De smeekbeden van eenvoudige lieden bewegen hem echter tot zijn terugkeer.

## Rolverdeling
| Acteur                  | Personage                          |
| ----------------------- | ---------------------------------- |
| Nikolaj Tsjerkasov      | Tsaar Ivan IV                      |
| Ljoedmila Tselikovskaja | Tsarina Anastasia Romanovna        |
| Pavel Kadotsjnikov      | Vladimir Andreyevich Staritsky     |
| Mikhail Zharov          | Maljoeta Skoeratov - bewaker tsaar |
| Amvrosi Buchma          | Aleksei Basmanov - bewaker tsaar   |
| Serafima Birman         | Bojaar Efrosinia Staritskaya       |
| Mikhail Nazvanov        | Prins Andrei Kurbsky               |
| Mikhail Kuznetsov       | Fyodor Basmanov                    |
| Andrei Abrikosov        | Bojaar Fjodor Kolychev             |
| Aleksandr Mgebrov       | Aartsbisschop Pimen                |
| Maksim Mikhaylov        | Aartsdiaken                        |
| Vladimir Balashov       | Piotr Volynetz                     |
| Vsevolod Pudovkin       | Nikola                             |
| Semyon Timoshenko       | Kaspar von Oldenbock               |
| Aleksandr Rumnev        | de vreemdeling                     |
| Pavel Massalsky         | Koning Sigismond                   |